# Desarrollo de clientes
El Desarrollo de Clientes (Customer Development, en inglés) es una metodología formal para crear nuevos negocios (startups), dentro y fuera de las empresas que ya están en marcha. Es una de las tres partes que forman la metodología Lean Startup (el Diseño de Modelos de Negocio, el Desarrollo de Clientes y el Desarrollo ágil de productos y servicios).
El proceso parte de la idea de que los nuevos negocios tienen una serie de hipótesis sin confirmar sobre su modelo de negocio (quiénes son los clientes, qué características quieren, qué canales deben utilizar, cuáles son las estrategias para generar ingresos / tácticas para fijar precios, cómo deben captar / mantener / vender más a los clientes, qué actividades estratégicas son necesarias para hacerles llegar los productos, cuáles son los recursos que se necesitan, qué socios / alianzas son necesarios y cuáles son los costes). El Desarrollo de Clientes se fundamenta en la creencia de que no hay hechos en las oficinas de quienes diseñan el nuevo negocio, sino que hay salir a la calle (get out of the building, en inglés) para encontrarlos. La forma de comprobar las hipótesis se asemeja al método científico: Se crea una hipótesis sobre el modelo de negocio, se diseña un experimento para confirmarla, se sale a la calle y se pone a prueba la hipótesis. Hay que reunir datos para llegar a unas mínimas conclusiones que permitan: 1) Confirmar la hipótesis, 2) invalidar la hipótesis, o 3) modificar la hipótesis.
Muchos nuevos negocios, al principio, dedican todos sus esfuerzos a diseñar y perfeccionar su producto y muy poco tiempo a "salir a la calle". El modelo del Desarrollo de Clientes favorece que se pase más tiempo en la calle para identificar quiénes son los clientes y para aprender cómo satisfacer mejor sus necesidades. Los conceptos con los que se trabaja en el Desarrollo de Clientes se apoyan en la investigación empírica.
El Desarrollo de Clientes es lo opuesto a "si lo construimos, ellos vendrán" , la estrategia que tiene como objetivo el desarrollo de productos, que asume muchos riesgos y que puede ser la causa del fracaso de una empresa .
Esta metodología fue creada por Steve Blank, creador de múltiples empresas y, más recientemente, profesor, padre del movimiento Lean Startup. Según Blank, los nuevos negocios sencillamente no son versiones más pequeñas de las empresas más grandes y desarrolladas. Una startup opera de manera muy diferente a una gran empresa y emplea métodos diferentes. Las empresas más grandes ejecutan estrategias de negocio conocidas y probadas, pero los nuevos negocios y startups tienen que buscar nuevos modelos de negocio. El Desarrollo de Clientes sirve como guía para buscar un modelo de negocio que venda repetitivamente y que pueda crecer.

## Historia.
Steve Blank ideó el Desarrollo de Clientes en la década de los 90. Al tiempo que escribía sobre sus experiencias como empresario en Silicon Valley para sus memorias, Blank detectó patrones de comportamiento similares en los nuevos negocios en los que había estado involucrado. Al aceptar que los nuevos negocios no eran simplemente versiones reducidas de las grandes empresas él observó que los creadores de empresas (emprendedores) necesitaban un modelo sistematizado que guiara esa búsqueda de "modelos de negocio que vendieran repetitivamente y que pudieran crecer".
Este descubrimiento le llevó a escribir su primer libro, The Four Steps to the Epiphany: Successful Strategies for Products that Win (Los 4 pasos para Epiphany: Estrategias de éxito para crear productos que ganen), que sirvió de libro de texto para su primer programa académico y favoreció el nacimiento del Desarrollo de Clientes, que a su vez dio lugar al movimiento Lean Startup.
El segundo libro de Blank, The Startup Owner’s Manual (en español se tradujo por "El Manual del Emprendedor") es una guía paso a paso para crear con éxito un nuevo negocio utilizando los principios del Desarrollo de Clientes.

## El proceso de 4 pasos.
El método del Desarrollo de Clientes se compone de 4 pasos diseñados para evitar errores comunes en la creación de negocios y repetir estrategias de aquellos negocios que han tenido éxito:
- El primer paso, el Descubrimiento de Clientes, inicialmente ayuda a capturar la visión de los fundadores del negocio y a convertirla en una serie de hipótesis de un modelo de negocio. Después desarrolla un plan para probar las reacciones de los clientes ante esas hipótesis y transformarlas en hechos.
- La Validación de Clientes comprueba si el modelo de negocio que se ha obtenido en el paso anterior puede vender repetitivamente y si tiene capacidad de crecimiento. En caso contrario el proceso vuelve al Descubrimiento de Clientes.
- La Creación de Clientes es la fase en la que comienza la ejecución del modelo de negocio. Construye la demanda de los usuarios finales y la dirige hacia el canal de ventas con el objetivo de hacer crecer el negocio.
- La Creación de la Empresa organiza la transformación del nuevo negocio o startup en una empresa cuyo objetivo es la ejecución de un modelo validado.[6][11][7][12]

## El Manifiesto del Desarrollo de Clientes.
El Manifiesto del Desarrollo de Clientes, según The Startup Owner’s Manual, escrito por Steve Blank y Bob Dorf:
1. No hay hechos dentro de un edificio, por tanto hay que salir a la calle.
2. Hay que unir Desarrollo de Clientes con desarrollo ágil.
3. El fracaso es una parte integral de la búsqueda de un modelo de negocio.
4. Si se tiene miedo al fracaso se está destinado a ello.
5. Las iteraciones y los pivotes se basan en conocimientos confirmados.
6. Hay que validar las hipótesis con experimentos.
7. El éxito comienza con la aceptación por parte de los inversores y de los cofundadores.
8. Ningún plan de negocio sobrevive al primer contacto con los clientes.
9. No todas las startups son iguales.
10. Las métricas de un nuevo negocio son diferentes de las de las empresas que ya están en marcha.
11. Hay que llegar a un acuerdo sobre el tipo de mercado, porque éste lo cambia todo.
12. Toma de decisiones rápida y sin miedo, ciclo de ventas, velocidad y ritmo.
13. Si no hay pasión el negocio ha muerto el día en que abre sus puertas.
14. Los títulos y las funciones de los puestos de trabajo de un nuevo negocio son muy diferentes a los de una empresa que ya está en marcha.
15. Hay que conservar el dinero (cash) durante las fases de búsqueda. Cuando se ha encontrado el modelo de negocio que funciona, hay que gastar.
16. Hay que comunicar y compartir lo aprendido. Las startups deben estar a gusto en el caos y en la incertidumbre.

## Formación.
La metodología del Desarrollo de Clientes de Blank ha cambiado la forma en la que se enseña a crear negocios. Él empezó a enseñar Desarrollo de Clientes en sus clases de creación de negocios en la Universidad de Stanford y en la Universidad de Berkeley. Hoy su programa, Lean Launchpad, se enseña en más de 75 universidades de todo el mundo. En 2011, ese curso de Blank se convirtió en el nuevo estándar para la comercialización de la ciencia base en los EE. UU. al ser adoptado por la National Science Foundation (Fundación Nacional para la Ciencia) para su Innovation Corps.
Desde 2012 se ofrece también una versión en Internet del curso. Con el objetivo de conseguir opiniones de los clientes y de confirmarlas lo antes posible, el curso en Internet es una versión de la clase que Blank enseña en la Universidad de Stanford. Está diseñado para todo tipo de creadores de negocio y les obliga a confirmar la viabilidad de un modelo de negocio en 8 semanas. El curso cuenta con más de 300.000 usuarios registrados.
En 2016, con el lanzamiento de 2 nuevos cursos (Hacking for Defense, o Redefiniendo la Defensa, y Hacking for Diplomacy, o Redefiniendo las Relaciones Exteriores) el programa Lean Launchpad de Blank también ha revolucionado la forma en la que los servicios de defensa nacional y de inteligencia y del State Department (Ministerio de Asuntos Exteriores) de Estados Unidos pueden crear y utilizar la innovación con rapidez y urgencia.

## El modelo de negocio.
Desde el punto de vista del Desarrollo de Clientes un modelo de negocio es una representación de cómo una organizaciones crea, proporciona y captura valor. Está diseñado para cambiar rápidamente, de forma que pueda reflejar la realidad de los clientes y evolucionar al descubrirse nueva información.
El modelo de un negocio se basa en el mantra: "Ningún plan de negocio sobrevive al primer contacto con los clientes". El plan de negocios es un documento operativo que las empresas que ya están en marcha crean para ejecutar negocio ya conocidos. Sin embargo, cuando se trata de un nuevo negocio o startup, hay demasiadas incógnitas para desarrollar con éxito un plan. En estos casos, el rígido plan de negocios se ve obligado a cambiar tan pronto como el nuevo negocio entra en contacto con su mercado objetivo.
Los nuevos negocios se pasan el día buscando el modelo de negocio adecuado. Ese modelo se debe poner a prueba en el mundo real (por ejemplo, utilizando productos mínimos viables, o minimum viable products) para obtener información sobre los clientes y hacer los cambios necesarios, consecuencia de esa información. Cuando se descubre un modelo de negocio que puede vender repetitivamente con éxito la empresa entra en la fase de ejecución de productos y de utilización de los planes de negocios.

## Ellienzo de modelos de negocio(oBusiness Model Canvas).
Alexander Osterwalder e Yves Pigneur diseñaron el lienzo de modelos de negocio (Business Model Canvas). El lienzo (o canvas) es una herramienta que ayuda a los creadores de negocios a estructurar y planificar sus modelos de negocio. Utiliza un formato que permite cambiar rápidamente, destacar las alternativas, concentrarse en los clientes y facilitar la experimentación. También se puede utilizar para establecer las hipótesis que se utilizan en el Desarrollo de Clientes y para hacer un seguimiento visual de las iteraciones o cambios que se producen conforme se avanza por sus fases.
El lienzo (canvas) de modelos de negocio se compone de 9 bloques o elementos:
- Alianzas / Socios claves.
- Actividades principales.
- Recursos claves.
- Propuesta de valor.
- Relaciones con los clientes.
- Canales.
- Segmentos de clientes.
- Estructura de Costes.
- Fuentes de generación de ingresos.[24]

Osterwalder y Blank han integrado el diseño de modelos de negocio con las hipótesis del Desarrollo de Clientes en el lienzo de modelos de negocio. Cada uno de los 9 bloques corresponde a una o más hipótesis del Desarrollo de Clientes. Cuando se invalida una hipótesis los creadores del negocio pueden aplicar el método del Desarrollo de Clientes para transformar ese fracaso en un pivote. Al pivotar, una hipótesis invalidada se convierte en una estrategia de aprendizaje y puede ayudar a reescribir el modelo de negocio.

## El Producto Mínimo Viable (Minimum Viable Product).
El producto mínimo viable (PMV, o Minimum Viable Product, o MVP) es "esa versión de un nuevo producto que permite reunir la máxima cantidad de aprendizaje validado sobre los clientes con el menor esfuerzo" (INC). La startup crea el producto más reducido, con las funciones más básicas, que le permitan empezar de inmediato los experimentos y minimizar el tiempo total de desarrollo (INC). 
Los PMVs permiten a los creadores de negocios conocer las opiniones de los primeros clientes (early adopters) para evitar trampas y errores, y la creación de productos que nadie quiere (INC). Los PMVs también permiten a los clientes señalar características que faltan y cambios necesarios (INC). Finalmente, los PMVs permiten aprender sobre cada elemento del modelo de negocio, ayudando a validar / invalidar cada hipótesis.
Para utilizar con éxito la estrategia de los PMVs los creadores de un negocio deben estar convencidos de que su éxito está en las iteraciones y cambios. Las opiniones de los clientes harán que el producto o servicio cambie sucesivamente hasta que pueda darse por completado.

## Las hipótesis.
Las hipótesis son supuestos básicos sobre cómo funciona un negocio, incluyendo las que describen el mercado objetivo, cómo fijar precios y quiénes son los competidores (INC). En su conjunto, estas hipótesis forman el modelo de un nuevo negocio o startup (INC).
Probar las hipótesis significa que los creadores del negocio tienen que "salir a la calle" y responder a 3 preguntas sobre el futuro negocio:
1. ¿Realmente entendemos el problema o necesidades de los clientes?
2. ¿Hay suficiente gente preocupada por el problema o la necesidad como para poder construir un gran negocio?
3. ¿Están tan preocupados que contarán a sus amigos que el negocio les ha solucionado su problema de forma que el negocio pueda crecer de forma rápida?[30] (INC)

Las hipótesis se pueden probar de varias maneras. Crear un producto mínimo viable es una manera de hacer pruebas (mockups) y confirmar ideas rápidamente en el mundo real, especialmente si esas pruebas se realizan para validar negocios basados en Internet o en el entorno móvil (INC).
Las hipótesis cambian como resultado de los resultados de las pruebas y de los comentarios de los clientes (INC). Las hipótesis modificadas se deben incorporar en las nuevas iteraciones del modelo del nuevo negocio (INC).

## Los pivotes.
El pivote es "una corrección de rumbo estructural que pondrá a prueba una nueva hipótesis básica relacionada con un producto, estrategia, [o] motor de crecimiento". Es una táctica que se usa en el proceso de cambio de una parte o partes del modelo de negocio para adaptarlo a la realidad.
El proceso de Desarrollo de Clientes presupone que la mayoría de las hipótesis iniciales sobre un modelo de negocio estarán equivocadas. Pivotar implica reconocer que el modelo de negocio original no funciona, y éste es el paso previo para decidir qué cambios son necesarios y realizar esos cambios. Este proceso es más fácil de visualizar cuando previamente se ha representado gráficamente el modelo de negocio.
Pivotar implica realizar pequeños cambios, como modificar el precio del producto, o cambios sustanciales, como elegir un nuevo y mejor mercado objetivo. El proceso se lleva a cabo en 4 pasos:
1. Observar: Observar que el modelo de negocio no está funcionando.
2. Orientar: Orientar el modelo de negocio según los nuevos hechos.
3. Decidir: Decidir qué hay que cambiar en el modelo de negocio.
4. Actuar: Actuar con decisión para producir el cambio.[28]

Hay varios ejemplos de empresas que han tenido éxito, tras haber pivotado al principio, incluyendo Groupon, cuyo famoso pivote les hizo cambiar de ser un sitio de promoción social fallido a crear un sitio web de ofertas con una valoración de algunos miles de millones de dólares, o Fab.com, que pivotó de ser una red social a ser un sitio de diseño de ofertas diarias. Instagram pivotó una plataforma de microblogging para móviles y se transformó en una aplicación para subir fotografías.